# Scopula bilineata
Scopula bilineata là một loài bướm đêm trong họ Geometridae.